# Éditeur de niveaux
 (octobre 2019).
Si vous disposez d'ouvrages ou d'articles de référence ou si vous connaissez des sites web de qualité traitant du thème abordé ici, merci de compléter l'article en donnant les références utiles à sa vérifiabilité et en les liant à la section « Notes et références ».

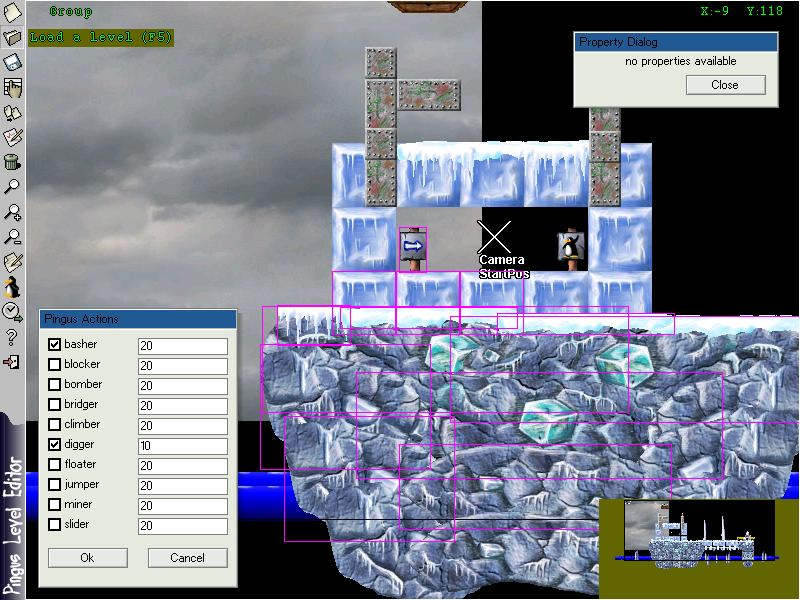
Editeur de niveau du jeu Pingus

Un éditeur de niveaux est un logiciel permettant de créer des niveaux, des cartes, des campagnes ou des scénarios pour des jeux vidéo. Dans certains cas, le créateur du jeu vidéo développe un éditeur de niveaux officiel (soit fourni avec le jeu, soit téléchargeable), sinon, il arrive que la communauté des joueurs s'en charge.
Les personnes créant des niveaux de jeu sont nommées level designer.

## Quelques éditeurs de niveaux
- Reggie! Level Editor, éditeur de niveaux pour le jeu New Super Mario Bros. Wii
- Sandbox, éditeur de cartes pour Far Cry, Crysis, Crysis Warhead et Crysis 2 (Sandbox)
- GtkRadiant, éditeur de cartes multimoteur (Doom 3, Quake 3, Quake 4, Nexuiz...)
- BUILD, éditeur et moteur multimoteur (Duke Nukem 3D, Blood, Shadow Warrior...)
- Doom Builder, éditeur de cartes pour Doom, Doom II, Strife, Heretic et Hexen
- HellMaker, éditeur de cartes pour Doom et Doom II
- JED, éditeur de niveaux pour Jedi Knight: Dark Forces II
- Lunar Magic, éditeur pour Super Mario World
- Rayman Designer (en), éditeur pour Rayman
- Re-Volt track editor (PC/PS1/N64/Dreamcast)
- SimPE, éditeur de niveaux et d'objets pour Les Sims 2
- Star Wars Battlefront BFBuilder
- StarEdit, éditeur pour StarCraft
- Tomb Raider Level Editor
- UnrealEd, éditeur de niveaux pour la série des Unreal
- Worldcraft (devenu par la suite Hammer Editor), éditeur de niveaux pour le jeu Half-Life et ses mods
- Valve Hammer Editor pour Half-Life 2
- Warcraft III World Editor (en)
- The Elder Scrolls Construction Set, éditeur de niveaux pour Morrowind, Oblivion et Skyrim
- DromEd, éditeur de niveaux pour Dark Project et Dark Project 2 : L'Âge de métal
- Aurora Toolset, éditeur de modules pour Neverwinter Nights.
- Super Mario Maker
- Super Mario Maker 2

Dans les premières années du jeu vidéo, certains jeux sortirent accompagnés d'un utilitaire nommé Construction Set comme The Elder Scrolls Construction Set. C'était semblable sur de nombreux points aux éditeurs de niveaux. Certains jeux s'en servaient pour créer des niveaux bonus et d'autres pour placer un jeu d'un style différent à l'intérieur du jeu dit Mod.

## Jeux contenant un éditeur de niveaux
Un grand nombre de jeux de stratégie, de jeux de course ainsi que, plus rarement, certains jeux de plates-formes ou de tir, ont leur propre éditeur pour créer soi-même ses cartes, soit dans le jeu directement soit par le biais d'une extension :
- Age of Empires II: The Age of Kings (Stratégie temps réel) : intégré au jeu
- Age of Mythology (Stratégie temps réel) : intégré au jeu
- Arma, ARMA II (FPS / Windows) : intégré au jeu
- Badland (Action, aventure / Windows, iOS, android) : intégré au jeu
- BattleBlock Theater (Plates-formes) : intégré au jeu.
- Civilization 2 (Jeu de stratégie au tour par tour / Windows)
- Cube : intégré au jeu, coopératif en temps réel
- Cube 2: Sauerbraten : intégré au jeu, coopératif en temps réel
- Cubic Ninja : intégré au jeu
- Duke Nukem 3D (FPS)
- Excitebike (Courses de moto sur NES) : l'un des premiers dans le domaine du jeu vidéo (1984).
- Far Cry Instincts (FPS): intégré au jeu.
- Far Cry 2 (FPS): intégré au jeu.
- Far Cry 3 (FPS): intégré au jeu.
- Far Cry 4 (FPS): intégré au jeu.
- Halo 3 (FPS): intégré au jeu.
- Halo: Reach (FPS) : intégré au jeu. Permet de créer des niveaux multijoueurs.
- Halo 4 (FPS): intégré au jeu.
- Halo: The Master Chief Collection (FPS): intégré au jeu.
- IL-2 Sturmovik (Simulation) : intégré au jeu. Permet de créer ses missions.
- Impossible Creatures (Stratégie temps réel) : éditeur externe fourni sur le CD.
- Jazz JackRabbit 2 (Plates-formes / Windows) : éditeur externe fourni sur le CD
- Little Big Planet (Plates-formes / PS3) : intégré au jeu
- Max Payne : intégré au jeu. Permet de modifier personnages, environnements, effets lumières, créer des niveaux…
- ModNation Racers (Jeu vidéo de course) : intégré au jeu. Permet de modifier personnage, kart et créer des courses.
- N+ (Plates-formes): intégré au jeu.
- N++ (Plates-formes): intégré au jeu.
- Planète Blupi (Stratégie temps réel) : intégré au jeu.
- Portal 2 (plates-formes, réflexion) : intégré au jeu.
- Spore : Aventures galactiques (RPG) : intégré au jeu.
- The Settlers II (Stratégie temps réel / Windows) : éditeur externe présent sur l'extension Settler II - Scenario Disc
- The Settlers III (Stratégie temps réel / Windows) : éditeur externe présent sur l'extension Settler III - Mission CD
- StarCraft (Stratégie temps réel)
- Stunts (4D Sports Driving) (Jeu de course / Windows) : intégré au jeu. Deux autres éditeurs externes (circuit et voiture) ont été créés par la suite.
- Super Smash Bros. Brawl (Jeu de combat / Wii) : intégré au jeu
- Tony Hawk's Pro Skater 2 (ainsi que tous les jeux "Tony Hawk's" qui suivirent) : intégré au jeu
- Total Annihilation (Stratégie temps réel / Windows) : éditeur externe présent sur l'extension Total Annihilation: The Core Contingency.
- TrackMania (Jeu de course / Windows) : intégré au jeu.
- Trials HD (Plates-formes | Course) : intégré au jeu.
- Trials Evolution: Gold Edition (Plates-formes | Course) : intégré au jeu.
- Trials Evolution (Plates-formes | Course) : intégré au jeu.
- Trials Fusion (Plates-formes | Course) : intégré au jeu.
- VVVVVV (Plates-formes) : disponible seulement sur la version PC.
- Warcraft II (Stratégie temps réel)
- Warcraft III (Stratégie temps réel)
- Plague Inc: Evolved (Jeu de stratégie, jeu de simulation temps réel): Extension du jeu ajoutée récemment, possibilité de créer des scénarios personnalisés.
- Deadtale: Hide and Seek Online (Survival horror, Jeu de rôle): Intégré au jeu gratuit sur mobile, possibilité de créer une petite ville à la Undertale.